# Le Baiser (film, 1929)
Pour les articles homonymes, voir Le Baiser et The Kiss.
Pour plus de détails, voir Fiche technique et Distribution.
Le Baiser (The Kiss) est un film américain muet de Jacques Feyder sorti en 1929.

## Synopsis
Irène est mariée à l'homme d'affaires parisien Charles Guarry, bien plus âgé qu'elle. Elle a une liaison avec l'avocat André Dubail et est sur le point de quitter son mari pour lui, mais elle hésite encore. Pierre Lassalle, le jeune fils (18 ans) d'une relation d'affaires de son mari est amoureux d'elle et la poursuit de ses attentions.
Un soir, Charles va négocier une aide financière avec le richissime Lassalle car il est au bord de la faillite. En chemin, il décide de rentrer chez lui et surprend sa femme en train d'embrasser Pierre, qui était en fait en train de la forcer, ayant mal interprété certains de ses gestes et paroles. Une bagarre s'ensuit et un coup de feu survient sans que l'on sache ce qui s'est passé... Pierre, blessé, rentre chez lui et est accueilli par son père.
Charles a été tué et les soupçons de la police se portent rapidement sur Irène car ses explications quant au drame sont on ne peut plus contradictoires. Elle est finalement accusée et est défendue lors du procès par Dubail, son amant. Elle est acquittée selon la version que son mari s'est suicidé en raison de ses graves problèmes financiers. Ni Lassalle ni son fils, qui connaissent pourtant la vérité, ne sont venus témoigner à cet égard. Pierre croit toujours qu'Irène l'aime puisqu'elle l'a défendu lors de la bagarre avec Charles. Irène révèle la vérité à Dubail: c'est elle qui, pour protéger Pierre qui allait être battu à mort par Charles, a tiré sur son mari. Malgré cela, Dubail l'aime encore et toujours...

## Fiche technique
- Titre original : The Kiss
- Réalisation : Jacques Feyder
- Scénario : Hanns Kräly, Marian Ainslee (intertitres), d'après une histoire de George M. Saville
- Photographie : William H. Daniels
- Musique : Rudolf Friml et Herbert Stothart (chanson The Donkey Serenade; non mentionnés au générique), Piotr Ilitch Tchaïkovski
- Montage : Ben Lewis
- Direction artistique : Cedric Gibbons
- Costumes : Adrian
- Production : Albert Lewin, Irving Thalberg (non mentionné au générique) pour la MGM
- Pays de production:  États-Unis
- Durée : 89 min (61 min dans les dernières versions présentées, notamment sur TCM)
- Format : Noir et blanc - film muet
- Date de sortie
  - États-Unis : 16 novembre 1929

## Distribution
- Greta Garbo : Irene Guarry
- Conrad Nagel : André Dubail
- Holmes Herbert : Lassalle
- Anders Randolf : Charles Guarry
- Lew Ayres : Pierre Lassalle
- George Davis : Détective Durant

## Autour du film

### Quelques remarques générales
- Il s'agit du tout dernier film muet de la MGM, avec une bande sonore musicale synchronisée. La MGM avait en effet quelques angoisses quant à sa star Greta Garbo qui ne maîtrisait pas encore suffisamment la langue anglaise et l'avait donc fait tourner des films muets jusqu'à la dernière seconde alors que le cinéma parlant faisait déjà ses premiers pas.

### Greta Garbo
- Il s'agit du 17e film de Greta Garbo qui était alors âgée de 24 ans, le 10e de sa carrière hollywoodienne.